# العزامية (قفل شمر)

تعديل مصدري - تعديل

العزامية هي إحدى قرى عزلة شمرين بمديرية قفل شمر التابعة لمحافظة حجة، بلغ تعداد سكانها 793 نسمة حسب تعداد اليمن لعام 2004.